# María de Jesús de León y Delgado
María de León y Delgado (El Sauzal, 23 de marzo de 1643 - San Cristóbal de La Laguna, 15 de febrero de 1731), fue una hermana lega y mística perteneciente a la Orden de Predicadores (dominicos) y popularmente conocida en las Islas Canarias como "La Siervita" y "Sor María de Jesús", nombre este último que adoptó cuando recibió los hábitos.
Su vida religiosa fue austera, simple y llena de milagros, de hecho, es uno de los mayores casos de portentos sobrenaturales y milagrosos en torno a una persona, en donde destacan ya no sólo la inexplicable incorruptibilidad de su cuerpo, sino todos los prodigios y milagros que rodearon su vida, entre los que destacan: estigmas, éxtasis, levitación, hipertermia, clarividencia y bilocación, entre otros.
Esta religiosa murió en olor a santidad, aunque esta fama devocional la tuvo incluso desde antes de su muerte. Hoy en día, es una de las figuras históricas de origen canario más veneradas del archipiélago, conjuntamente con el Santo Hermano Pedro de Betancur y el Padre San José de Anchieta. Igualmente la devoción hacia "La Siervita" es una de las más importantes de la isla de Tenerife en particular y de las Islas Canarias en general. Actualmente se está tramitando el proceso para su beatificación.

## Biografía

### Infancia y juventud

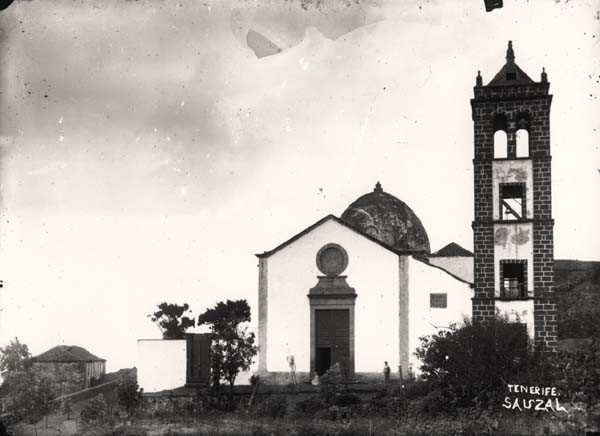
Iglesia de San Pedro Apóstol en El Sauzal. En este templo fue bautizada "La Siervita de Dios", el 26 de marzo de 1643.

María de León y Delgado nació el 23 de marzo de 1643 en el municipio tinerfeño de El Sauzal en el seno de una familia muy humilde. En realidad su familia era de origen noble, aunque venida a menos. María era la hija más joven de Andrés de León y Bello y de María Delgado y Perera. No se descarta que la religiosa tuviera una posible ascendencia guanche, posiblemente por vía materna.
Fue bautizada el 26 de marzo del mismo año en la Iglesia de San Pedro de El Sauzal. María de León tuvo otros tres hermanos.
Desde muy temprana edad, mostró inclinaciones místicas y religiosas, especialmente en su gran devoción a una imagen milagrosa del Niño Jesús que estaba en la Iglesia de San Pedro en su pueblo natal. Esta imagen supuestamente abriría las puertas de la iglesia cuando esta estaba cerrada para que María fuera a rezar en ella. De acuerdo a la tradición, María de León cuidaba primorosamente de un laurel el cual dejó de crecer para seguir bajo el cuidado de la religiosa.
Al morir su padre, su madre no pudo hacerse cargo de ella, por lo que la niña es adoptada por una rica familia peninsular asentada en la ciudad de San Cristóbal de La Laguna. Dos años más tarde, el matrimonio hizo planes para mudarse a América, con la intención de llevarse a la pequeña María con ellos, además este matrimonio explotaba laboralmente a la niña. Por esta razón su madre biológica, recupera a su hija y ésta es llevada a casa de unos parientes a La Orotava. 

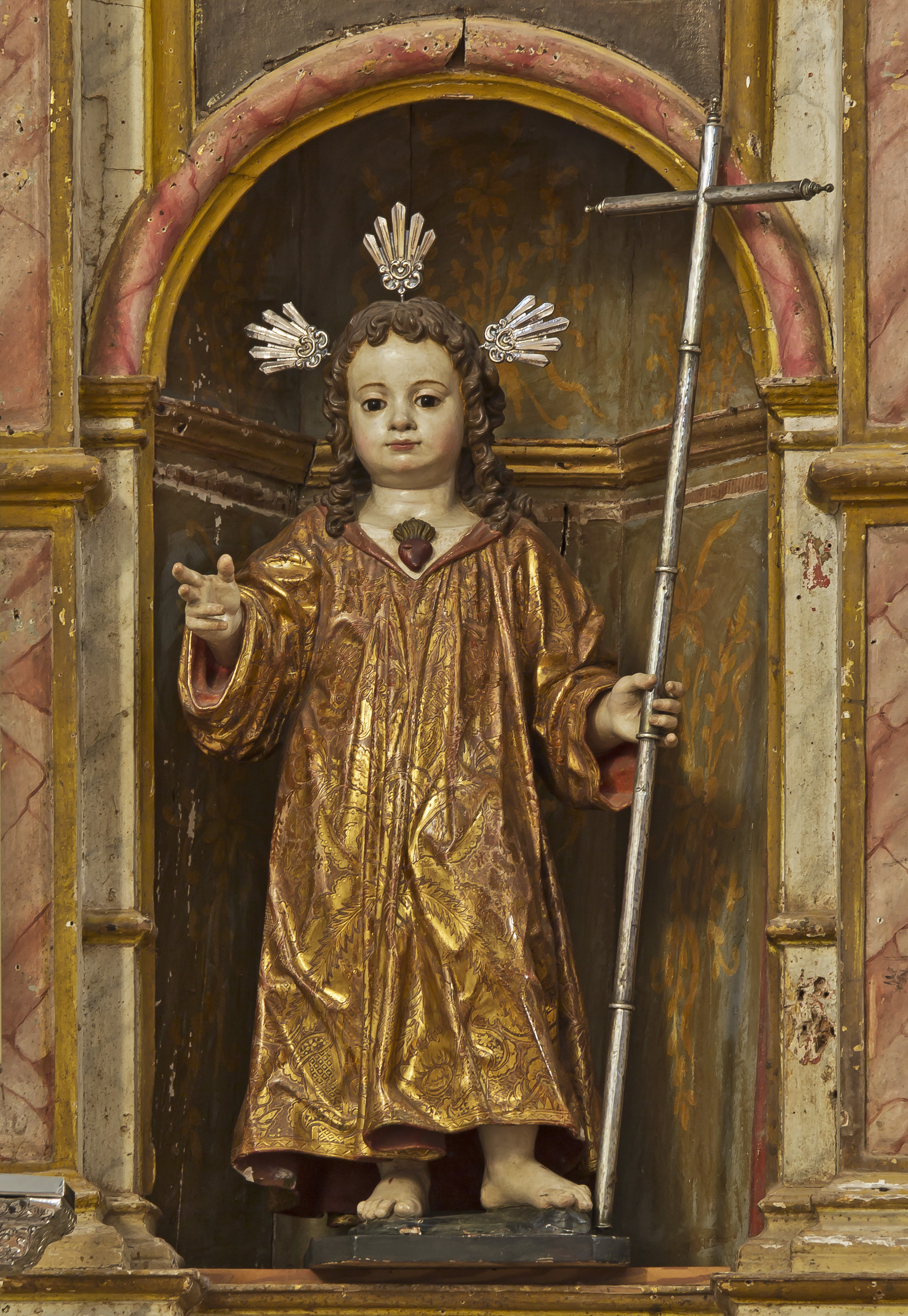
Imagen del Santo Niño Jesús que veneraba Sor María en su infancia. La imagen es conocida como "Santo Niño Jesús de La Siervita" y se encuentra en la Iglesia de San Pedro Apóstol de El Sauzal.

Más tarde la joven se traslada de nuevo a San Cristóbal de La Laguna a vivir con sus tíos, Miguel Pérez y Catalina Delgado. Sus tíos tenían una muy buena posición social y aunque le quisieron dar a su sobrina diversas comodidades, la joven María las rechazaba, pues quería vivir en austeridad constante. Cuando acompañaba a su tía a visitar a alguna familia importante de la ciudad, María vestía de una manera extremadamente humilde, cosa que su tía no veía con buenos ojos pues se ponía en entredicho la posición social familiar.
Miguel Pérez sentía un gran cariño por la joven y tan agradecido estaba con ella, que un día le propuso regalarle un lujoso traje que ella misma escogería. Pero María de León le dijo a su tío que ella prefería que mandara a pintar un cuadro de Jesucristo atado a la columna y Santa Teresa de Jesús arrodillada a sus pies, tal era la devoción que sentía por esta santa castellana. Dicho cuadro se encuentra en la actualidad en la parte superior del sarcófago que guarda el venerable cadáver de la religiosa. María de León y Delgado había leído desde muy joven la vida y obras de Santa Teresa de Jesús, y había quedado admirada y entusiasmada por su orden y austera regla. Sus tíos que apreciaban mucho a su sobrina la declaran incluso legítima heredera de sus bienes, sin embargo, ella rechaza esta proposición porque quería adoptar una vida consagrada.

### Entrada al convento y milagros
Originalmente María de León quiso tomar los votos dentro de la Orden de Carmelitas Descalzos (la misma que había fundado la propia Santa Teresa de Jesús), sin embargo no existían aún conventos de esta orden establecidos en el Archipiélago Canario, por lo que sus tíos acordaron que la joven ingresase en el Convento de Santa Clara de Asís de la ciudad, perteneciente a la Orden Franciscana, sirviendo como criada de su prima, la hija de sus tíos Miguel Bello y Catalina Delgado, que ya había profesado como monja de velo. Sin embargo, un misterioso sueño motivó a María de León a rechazar la entrada en el convento de las Claras, optando por hacerlo en el Santa Catalina de Siena que pertenece a la Orden Dominica, y en donde hacía falta una lega que se hiciera cargo del cuidado de una monja anciana y enferma. Esto ocurrió en febrero del año 1668.

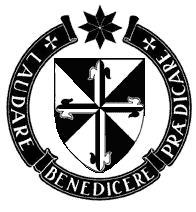
Escudo de la Orden de Predicadores, orden mendicante a la cual perteneció Sor María de Jesús.

Una vez en el convento, María adoptó el nombre de Sor María de Jesús, añadiéndose la coletilla «de Jesús» en honor a Santa Teresa de Jesús por la que sentía una gran devoción. Comenzó a vivir desde entonces fiel a sus votos y en una constante penitencia, que incluían flagelaciones, ayunos y cargar con una pesada cruz de madera por los jardines como acto de penitencia. Tuvo además grandes experiencias místicas, entre ellas, la telequinesis ya que según las crónicas, una medalla de acero de su propiedad con la imagen de la Virgen de la Soledad, se recompuso espontáneamente tras haberse roto en varias piezas días antes. También levitaciones que fue descrito por otras monjas y éxtasis con la emanación de una cierta luminosidad de su rostro, así como una elevación destacable de la temperatura corporal.
La religiosa tuvo una gran amistad con el famoso corsario Amaro Rodríguez Felipe (más popularmente conocido como Amaro Pargo), también este corsario experimentaría grandes milagros en torno a "La Siervita". Muchos fueron los milagros que Amaro Pargo atribuyó a la intercesión de Sor María, a la que amaba como a una amiga y veneraba como una santa. Aunque algunos han considerado sin ningún fundamento que su relación fue amorosa. Pargo fue testigo de un gran milagro en torno a esta religiosa, pues cuando estuvo a punto de ser apuñalado por un pirata turco en Cuba, apareció Sor María de Jesús intercediendo y logrando así salvarle la vida a Amaro Pargo. Esto se explica por el fenómeno de la bilocación, es decir, la capacidad de estar en dos lugares a la vez, pues la monja de hecho no había salido de su convento.
Se sabe que Sor María compartió celda en el convento con una hermana de Amaro Pargo. También Sor María de Jesús tuvo una gran amistad con el religioso franciscano nacido en Icod de los Vinos, Fray Juan de Jesús, quién también murió con fama de santidad al igual que "La Siervita", la monja recibió de este fraile muchos consejos espirituales.
Como el Santo Hermano Pedro de Betancur o el Padre San José de Anchieta, "La Siervita" fue una mujer que sentía una enorme devoción por la Virgen de Candelaria (Patrona de las Islas Canarias), de hecho cuando entró en el Convento de Santa Catalina llevaba el hábito amarillo de la Virgen de Candelaria. Además se sabe que la primera vez que visitó el Santuario de Candelaria cuando era niña, la religiosa quedó extasiada ante el maravilloso altar del templo hasta el punto de no querer separarse de él. Sor María de Jesús siempre conservó en su oratorio privado del convento una imagen de la Virgen de Candelaria a la que solía rezar constantemente.
A su vez, María de León tuvo el don de la clarividencia, dicho don fue manifestado en varias ocasiones de su vida. Además, posteriormente llegó a profetizar en 1689 un gran diluvio y una erupción del Teide.

### Muerte
El 15 de febrero de 1731 Sor María de Jesús fallece en el convento. Sin embargo antes de morir cayó en un éxtasis que duró tres días en las que conservó las pupilas claras más de 24 horas, manando sangre fluida en las venas y sulfuraba un líquido transparente que mantuvo su fragancia a jazmín hasta varios años después. Además tenía el estigma de la lanzada del costado de Cristo.
En el momento de su muerte Sor María tenía 87 años, por lo tanto vivió una larga vida para la época y más teniendo en cuenta la estricta vida monástica y de constante y sacrificada penitencia que llevó a lo largo de los años hasta el día de su muerte.
Tres años después de su muerte, su cuerpo es encontrado incorrupto. Se descubrió que la tierra de su sepultura estaba húmeda y que los hábitos de la monja estaban empapados. Es por éste motivo de incorruptibilidad milagrosa por el que se decide mantener el cuerpo de Sor María de Jesús en el convento. 
Tres años después de su fallecimiento fue realizada una pintura con la imagen de la monja por petición de Amaro Pargo, este retrato fue dibujado por el artista José Rodríguez de la Oliva. Estos retratos "post-mortem" han sido los más difundidos de "La Siervita" a lo largo de los siglos, siendo reproducidos en grabados, óleos, estampitas, sellos e incluso han servido de base a estatuas, tales como la que se encuentra en el Museo de La Siervita en El Sauzal. Un caso muy similar a este tipo de retratos "post-mortem" lo encontramos en el realizado por el italiano Angelino Medoro a Santa Rosa de Lima.

## Devoción popular

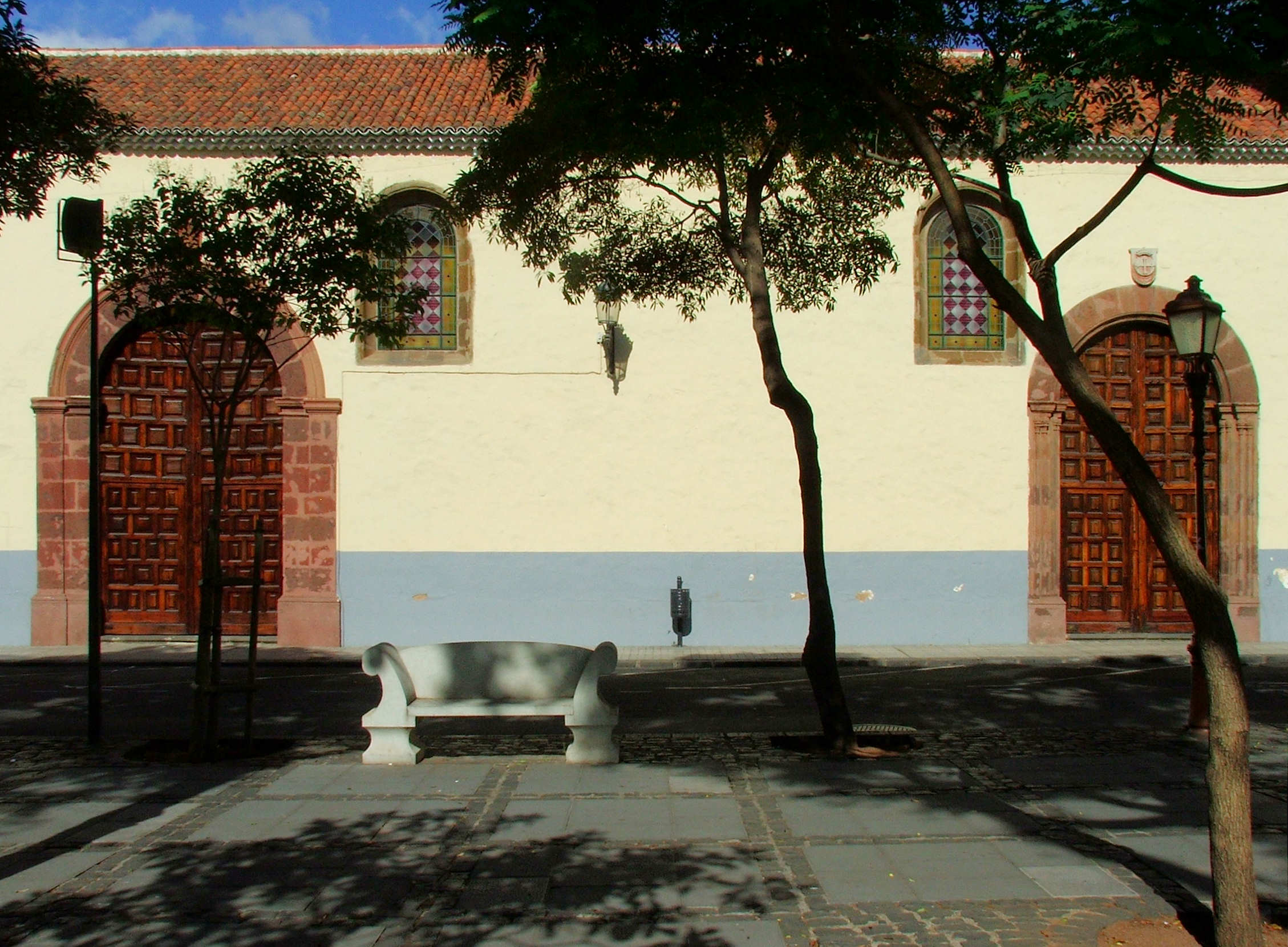
Convento de Santa Catalina de Siena, lugar donde reposan los restos incorruptos de "La Siervita".

Actualmente su cuerpo incorrupto se conserva en el Convento de Santa Catalina de Siena en la ciudad de San Cristóbal de La Laguna, convento situado junto a la Plaza del Adelantado en el centro de la ciudad. Cada 15 de febrero (aniversario de su muerte) su cuerpo es expuesto al público en un sarcófago con cubierta de cristal, ante las masivas peregrinaciones de devotos que desean ver a la "Monjita Milagrosa de Tenerife", dicho sarcófago solo puede ser abierto con tres llaves, una está en posesión de las monjas del convento, otra del Ayuntamiento de La Laguna y una tercera es propiedad de los descendientes de Amaro Pargo, dichas llaves giran en diferentes sentidos que sólo las monjas conocen, según lo han aprendido a través de generaciones. El cuerpo de "La Siervita" se conserva en un estado extraordinario desde hace 294 años.
El féretro sólo puede ser visto tras unas rejas de metal y es costumbre que los fieles tiren papeles con mensajes escritos para que la religiosa los ayude en sus problemas, el espectacular sarcófago dorado fue donado por el ya mencionado capitán Amaro Rodríguez Felipe. Este día los alcaldes de El Sauzal y de La Laguna realizan una ofrenda conjunta de flores como símbolo de hermandad entre los dos municipios. En los últimos años, esta exposición del cuerpo también sucede el domingo siguiente al 15 de febrero, debido a la gran afluencia de devotos (que llegan desde todo el Archipiélago Canario y desde otros lugares de España) y a la imposibilidad que tienen de venerar el cuerpo solo un día al año. Por esta razón se ha decidido ampliar un día más el plazo de exposición de la venerada religiosa.
Actualmente esta monja está en proceso de beatificación y de ser declarada santa, se inició un Expediente de Canonización en 1826, siendo interrumpido en 1832. Más tarde, se inicia otro proceso diocesano para su beatificación, creado el 12 de diciembre de 1992 y enviado a Roma para su consideración.
Existe un manuscrito que cataloga los 1.251 milagros que realizó la popular monja después de su muerte. Según dicho legajo, el mayor número de prodigios se produjo en 1740, con 258 milagros constatados. Según este manuscrito, Santa Cruz de Tenerife (la capital de la isla) es la localidad en la que Sor María de Jesús realizó más prodigios, con un 43%, seguida de San Cristóbal de La Laguna (28%), Tacoronte (6,6%), La Orotava (4,3%), Los Realejos (3,2%), El Sauzal (2,5%) y la isla de Fuerteventura (2,4%). No obstante, cada año el número de casos de personas que creen haber recibido una gracia de "La Siervita" crece exponencialmente, con testimonios de personas favorecidas por la monja también en Gran Canaria, La Palma, Lanzarote, El Hierro, La Gomera y otros lugares de España y del mundo. Su devoción está ampliamente asentada en todo el Archipiélago Canario, constituyéndose de hecho, en una de las principales devociones de las islas.

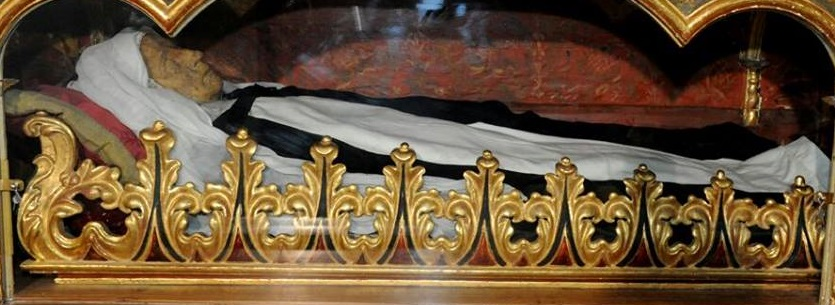
Cuerpo incorrupto de Sor María de Jesús.

Sor María de Jesús es popularmente considerada como patrona y protectora de aquellos que sufren rapto y son secuestrados, esto se debe a los dos intentos de secuestro que sufrió en su niñez, el primero ordenado por la esposa del médico tras la negativa de su madre de entregársela y el segundo intento orquestado por dos "damas", para obtener beneficios económicos con la venta de la virginidad de la joven. También se le atribuye su intercesión sobre todo tipo de males y causas imposibles, en especial problemas de la salud, problemas psicológicos, protectora contra los incendios y también es invocada como protectora contra la explotación infantil. Esto último debido al hecho de que la propia María de León sufrió este abuso laboral en su niñez, cuando fue adoptada por la pareja acomodada de La Laguna. También es invocada como patrona de aquellos que sufren enfermedades cutáneas, debido a que ella curó a un médico lagunero de este tipo de aflicción gracias a los conocimientos que ella tenía desde su juventud sobre las plantas medicinales.
Ya desde el hallazgo de su cuerpo incorrupto existieron los testimonios de personas que sanaron de graves enfermedades al tocar o estar frente a su cuerpo. De estas personas destacan sobre todo religiosas de su convento o regidores de la ciudad de La Laguna y de la isla. Sor María fue muy venerada por los marineros de la ciudad de Santa Cruz de Tenerife, dichos hombres de la mar extendieron su devoción al Nuevo Mundo y a otros puntos. Su figura fue además exaltada por el Rector de la Universidad de Salamanca, Don Pedro Andrés Machado y Fiesco, quién la denominó: "Asombro de la
penitencia". 
Tras la inauguración de un museo dedicado a ella en su casa natal en El Sauzal, el obispo de la Diócesis de Tenerife, Monseñor Bernardo Álvarez Afonso, se refirió a su vida y obra como; "La vida ejemplar de una mujer entregada a Dios y al servicio de los demás".
A pesar de no haber sido aún oficialmente canonizada, el culto a Sor María de Jesús se ha convertido en el equivalente canario del culto a Santa Teresa de Jesús en el resto de España, Santa Catalina de Siena en Italia y Santa Rosa de Lima en Perú y Latinoamérica.

## Legado

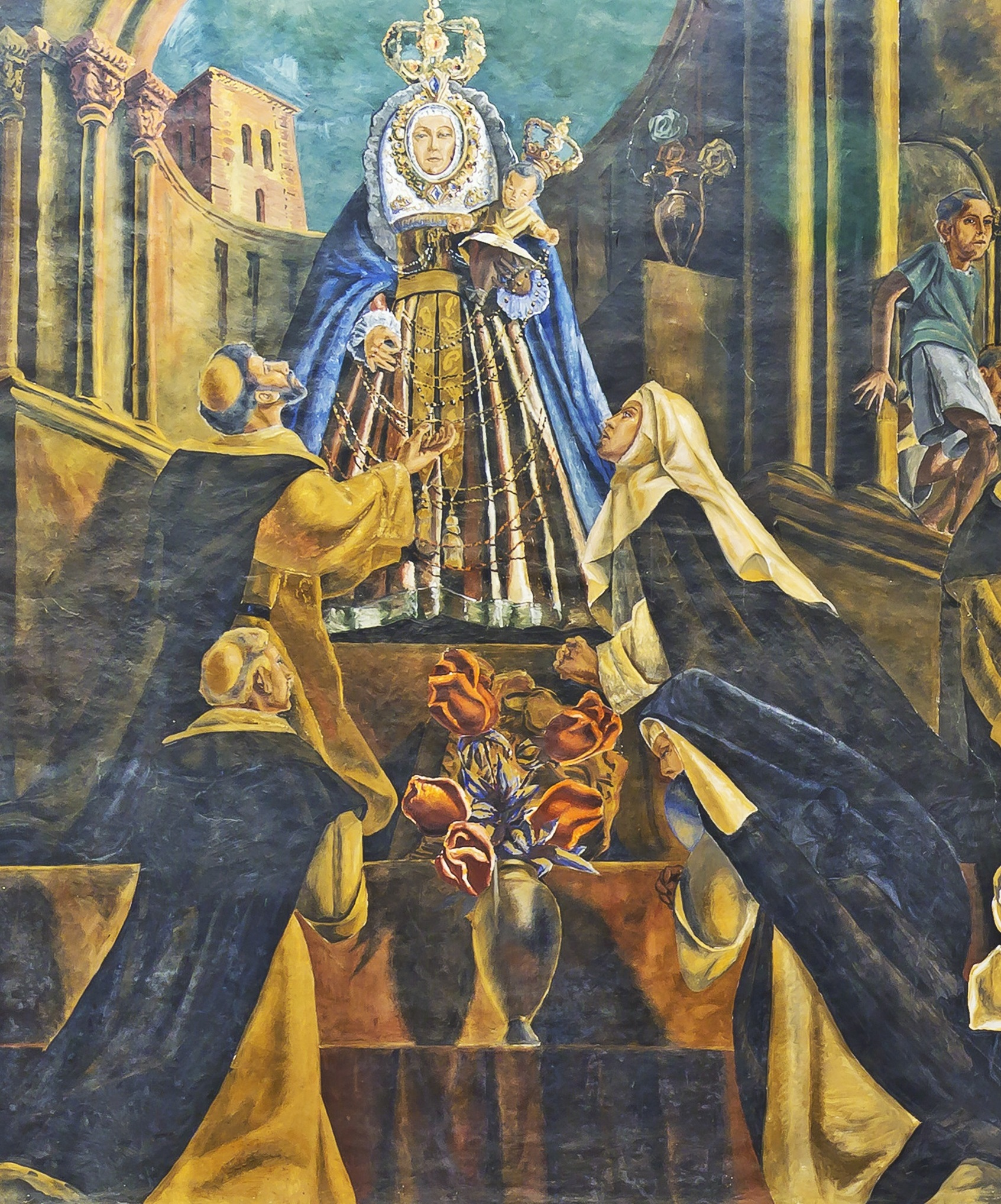
En este fresco aparece representada la Santísima Virgen entregando el Santo Rosario a Santo Domingo de Guzmán. En la escena también aparecen Fray Pedro de Santa María y Ulloa, Santa Catalina de Siena y la Siervita de Dios, Sor María de Jesús de León Delgado (que aparece abajo a la derecha). El fresco se encuentra en la Iglesia de Santo Domingo de Guzmán en San Cristóbal de La Laguna.

En el año 2007 la casa donde nació, en el municipio de El Sauzal, fue convertida en museo. Este recinto contiene enseres que recrean la época en la que vivió y sirven como referencia al visitante. Además se encuentran diferentes cuadros y grabados de la religiosa. A su vez, en el exterior del complejo, en la plaza de La Sierva, se encuentra una estatua suya acabada con una técnica renacentista, en bronce a la cera perdida. Además, en el mismo Convento de Santa Catalina de Siena en La Laguna, se encuentra el "Museo de La Siervita" donde se hallan cuadros de la monja y objetos personales que había en su celda, como una almohada de piedra, restos de la sábana donde fue envuelta cuando murió y demás curiosidades.
Recientemente se ha presentado en El Sauzal un documental sobre su vida, se trata de un video-documental cuya realización ha contado con la colaboración de personajes muy vinculados a su biografía, tales como, la superiora del Convento de Santa Catalina de Siena donde se encuentra su cuerpo incorrupto, Sor Cleofé López Lantigua, y un familiar descendiente del corsario Amaro Pargo, Ramón Lorenzo González de Mesa y Machado.
Uno de los mejores ensayos que se han escrito sobre su vida es; Cuadros históricos de la admirable vida y virtudes de La Sierva de Dios: Sor María de Jesús de León Delgado, una monografía escrita por José Rodríguez Moure en 1911. El investigador Domingo García Barbuzano, escribió también una completa y devota biografía de la monja, en la que da cuenta de singulares fenómenos y acontecimientos de naturaleza "extraña" en torno a ella.
Como uno de los personajes más famosos de la Historia de Canarias, Sor María de Jesús, es también considerada por los especialistas actuales como una de las mujeres más influyentes de la época del Barroco español en Canarias. Es un símbolo de El Sauzal y una de las personalidades más relevantes de la ciudad de San Cristóbal de La Laguna, pues su vida estuvo íntimamente ligada a la "Ciudad de los Adelantados".

## Las profecías de Sor María de Jesús
En el Convento de Santa Catalina de La Laguna fue hallado un manuscrito anónimo inédito con cuatro mensajes supuestamente proféticos en torno a la Siervita de Dios. Estas cuatro profecías son:

«[...] Sus virtudes y sus obras saldrán del sepulcro y vendrán a alabarla en medio del santuario a pesar de que se haya ocultado durante toda su vida. [...]»

«[...] Ella debe brillar después de su muerte. [...]»

«[...] Es necesario exponer a la luz lo que ha sido sepultado en las tinieblas. [...]»

«[...] Ella debe resucitar después de su muerte a los ojos del mundo, acompañada de sus virtudes y de sus obras para que viéndolos los hombres glorifiquen al Padre Celeste [...]»

## Dones de La Siervita

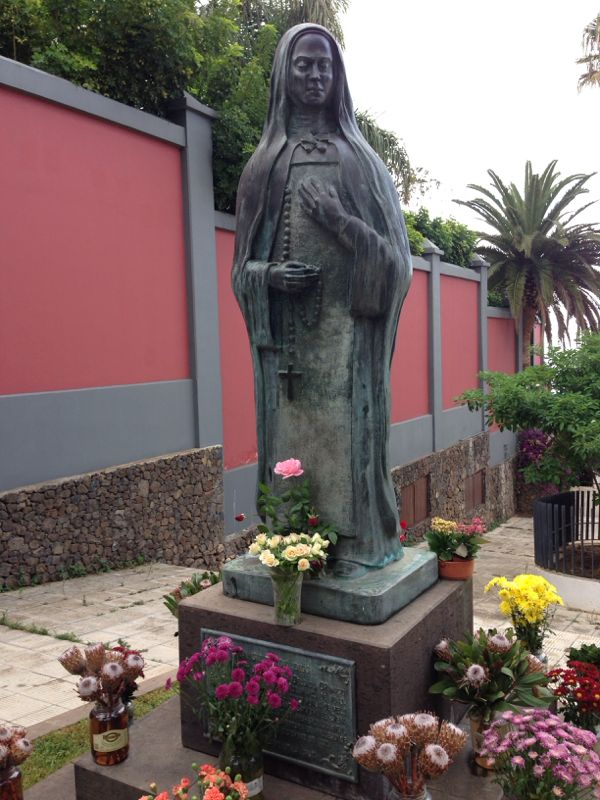
Estatua de La Siervita, realizada con una técnica renacentista en bronce a la cera perdida. La escultura se encuentra junto a su casa-museo en El Sauzal.

Según su historia y según los creyentes en Sor María de Jesús, sus dones fueron:
- Levitación: capacidad de hallarse en suspensión estable en el aire, esto fue descrito por varias monjas de su convento.[1]
- Éxtasis: es la experiencia de lo divino, sentir la presencia de Dios. La Siervita experimentó este estado en varias ocasiones, incluso en el momento de su muerte.[1]
- Bilocación: capacidad de estar en dos lugares a la vez, Sor María de Jesús salvó la vida al corsario Amaro Pargo en Cuba sin que su cuerpo hubiese abandonado físicamente el convento.[1]
- Hipertermia: es decir, elevación destacable de la temperatura corporal, además de emanación de luminosidad.[1]
- Clarividencia: la monja llegó a profetizar su propio rapto, un gran diluvio y una erupción del Teide, entre otras cosas.[6]
- Estigmas: cuando murió presentaba en su costado la herida de la lanzada de Cristo.[1]
- Telequinesis: desplazamiento de objetos mediante una acción a distancia sin que intervenga ningún medio físico conocido.[1]

## Himno de La Siervita
En el año 2005 se editó un CD homenaje a la figura de Sor María de Jesús de León Delgado realizado por la Coral Universitaria de la Universidad de La Laguna, como colaboración a su proceso de beatificación. Entre las canciones para coro mixto y piano, se encuentra el llamado "Himno de La Siervita". La letra del himno en cuestión es la siguiente:

"Bella niña de El Sauzal, / y de La Laguna, el alma. / Enamorada de Dios, / pasión pura, sosegada. / La Siervita de Jesús, / María profunda calma. / Del sereno manantial, / el suave rumor del agua. / Del altísimo vergel, / la mística rosa blanca. / Ojos que son ya la paz, / iluminada mirada. / Clara ventana feliz, / ya nunca jamás cerrada, / donde se asoma el cantar, / anunciando la alborada."